# Les Frères Koalas
 (janvier 2023).
Si vous disposez d'ouvrages ou d'articles de référence ou si vous connaissez des sites web de qualité traitant du thème abordé ici, merci de compléter l'article en donnant les références utiles à sa vérifiabilité et en les liant à la section « Notes et références ».
Les Frères Koalas (The Koala Brothers) est une série télévisée d'animation britannique en 79 épisodes de 10 minutes créée par Peter Curtis et diffusée entre le 1er octobre 2003 et le 31 octobre 2007 sur CBeebies.
En France, elle a été diffusée à partir du 27 avril 2005 sur France 5 dans l'émission Midi les Zouzous, puis rediffusée sur TiJi, et au Québec à partir du 11 septembre 2006 à la Télévision de Radio-Canada.
L'épisode spécial Outback Christmas diffusé en 2005 au début de la saison 3 dure exceptionnellement 46 minutes. Il a été distribué au cinéma en France en 2022 par la société KMBO sous le titre Noël avec les frères Koalas.

## Synopsis
Les épisodes racontent principalement une querelle ou une situation où quelqu'un a besoin d'aide.
Frank et Buster sont deux frères koalas vivant dans le désert, toujours prêts à aider n'importe qui. Ils ont un avion jaune et rouge qui, quand il ne décolle pas en passant par le portail, casse toujours la boîte aux lettres. Dans leur jardin vivent Ned, un wombat, qui habite dans une caravane et Misty, une femelle opossum, qui habite dans une petite cabane collée à la maison de Frank et Buster.

## Épisodes

### Saison 1 (2003-2004)
1. La Nouvelle Maison d'Archie (Archie's New Home)
2. Capitaine Ned (Sea Captain Ned)
3. Le Pingouin qui avait très soif (The Thirsty Penguin)
4. Une lettre pour Georges (A Letter for George)
5. Josie et la corde à sauter (Josie's Big Jump)
6. Alice et la ficelle pense bête (Alice Can't Remember)
7. Ned et les bruits dans la nuit (Ned's Scary Night)
8. Ce que Mitzi veut (What Mitzi Wants)
9. De drôles de rails (Sammy's Bumpy Ride)
10. Ned le policier (Ned the Policeman)
11. Archie et sa dent de lait (Archie's Loose Tooth)
12. Les Vacances de Penny (Penny Comes to Stay)
13. Lolly arrive en ville (Lolly Comes to Town)
14. L'Anniversaire de Georges (George and the Parcel)
15. Le Voyage de Mitzi (Mitzi's Day Out)
16. Sammy et la lune (Sammy and the Moon)
17. Georges est en congé (George's Day Off)
18. Super Archie (Archie to the Rescue)
19. Alice remonte en selle (Alice Rides Again)
20. Le Baptême de l'air (Ned the Pilot)
21. La Grande Aventure de Mitzi (Mitzi's Big Adventure)
22. L'Invitée invisible (Ned's Special Visitor)
23. Les Glaces du dessert (Lolly's Broken Bell)
24. Ned s'enrhume (Ned Catches a Cold)
25. La Fête du désert (Josie Can Dance)
26. Penny fait du tricot (Penny Comes for Help)

## Distribution

### Voix originales
- Keith Wickham : Frank le koala, Archie le crocodile
- Rob Rackstraw : Buster le koala, George le mâle tortue, Sammy l'échidné
- Jonathan Coleman : le narrateur
- Lucinda Cowden : Mitzi la femelle opossum, Alice la femelle ornithorynque, Lolly la femelle émeu
- Janet James : Ned le wombat, Josie la femelle kangourou, Penny la femelle manchot[7]

### Voix françaises
- Constantin Pappas : Frank
- Gilbert Lévy : Archie
- Bruno Magne : Buster, le narrateur
- Éric Peter : George
- Christelle Reboul : Mitzi, Ned
- Jessie Lambotte : Alice, Josie, Penny

 Source et légende : version française (VF) sur RS Doublage